# ダニーロ・アコスタ
ダニーロ・アコスタ（Danilo Acosta、1997年11月17日 - ）は、ホンジュラス出身のサッカー選手。ポジションはDF。

## クラブ経歴
レアル・ソルトレイクのアカデミー出身。リザーブチームであるレアル・モナークスでのプレーを経て、2015年12月29日にクラブとホームグロウン・プレイヤー契約を結んだ。
2018年12月28日、買取オプション付きのローン契約でオーランド・シティSCに加入した。買取の場合は7万5000ドルの移籍金が発生する契約だったが、結局オーランド・シティは買取オプションを行使しなかった。さらにレアル・ソルトレイクとの契約延長も拒否され、2019年シーズン終了をもってフリーエージェントとなった。
2019年11月25日、ウェイバー・ドラフトでロサンゼルス・ギャラクシーに指名された。2020年1月8日に正式にクラブに加入した。

## 代表歴
2014年10月にU-18アメリカ代表のトレーニングキャンプに参加する36選手の一人に選ばれました。 2016年1月3日、タブ・ラモス監督がU-20代表合宿に召集した。
CONCACAF U-20選手権2017で優勝を果たし、韓国で開催された2017 FIFA U-20ワールドカップにも参加した。
2018年1月にアメリカA代表のキャンプに初めて招集された。
なおアメリカのA代表ではまだ出場歴が無いことから、依然としてホンジュラス代表でのプレー資格も有している。2019年5月には2019 CONCACAFゴールドカップに参加するホンジュラス代表に選ばれた。
2021年9月5日、2022 FIFAワールドカップ予選のエルサルバドル代表戦でホンジュラス代表デビュー。